# Preap Sovath
Preap Sovath (tiếng Khmer: ព្រាប សុវត្ថិ) Là một ca sĩ người Campuchia. Anh bắt đầu sự nghiệp ca hát từ năm 1990 và chính thức đầu quân cho hãng thu âm Rasmey Hang Meas production vào năm 1997. Hầu hết các bài hát của anh đều phát hành dưới dạng CD & DVD Karaoke.

## Đầu đời
Preap Sovath sinh ngày 25 tháng 5 năm 1975 trong cuộc di tản của Khmer Đỏ trong chế độ Pol pot (1975-1979). Mẹ anh sinh ra anh vào ban đêm dưới gốc cây, vì vậy mẹ anh đặt tên cho anh là Snay (tiếng Khmer: ស្នាយ), cha Sovath bị Khmer Đỏ giết chết vào năm 1977. Sau đó, anh và mẹ chuyển đến huyện Koh Thom (Tỉnh Kandal). Mẹ anh bị buộc phải làm việc tại một trang trại tụ tập với nhiều người Campuchia khác. Sovath được nuôi dạy và lớn lên ở trong trại trẻ mồ côi từ lúc 3 tuổi đến 7 tuổi.
Năm 1982, Preap Sovath và mẹ anh chuyển đến Phnôm Pênh. Anh gia nhập quân đội tại Cục Chính trị, học thiết bị tài chính và gia nhập bộ tài chính nhà nước. Sau đó, mẹ anh làm việc chăm chỉ để gửi anh đến trường, và cuối cùng tốt nghiệp trung học năm 1991 và theo đuổi bằng Cử nhân Luật và Kinh tế tại Đại học Kinh tế. Trong suốt thời gian đó, anh đã nộp đơn đi nghĩa vụ quân sự vào năm 1992, và vào quân đội tại Cục Chính trị Phnôm Pênh. Khi anh ở trong quân đội, anh luôn hát trong những bữa tiệc của mình cũng như các bữa tiệc khác trong quân đội.
Năm 1994 anh chính thức được xuất ngũ quân đội, năm 1995 anh phát hành hai hài hát, một bài hát chống bạo động có tiêu đề Oun men maen song sa (អូនមិនមែនសង្សា) và một bài hát về tình yêu có tiêu đề Som oy pit Douch vea cha (សូមឲ្យពិតដូចវាចា) trở nên nổi tiếng thành công vang dội, trong khoảng thời gian đó anh vẫn đi hát phục vụ ở những tụ điểm như nhà hàng, quán bar tại Phnôm Pênh và tình cờ gặp được ông chủ của hãng thu âm Rasmey Hang Meas vào cuối năm 1996, nhận thấy tài năng ca hát của anh nên ông đã khuyến khích anh đầu quân cho hãng thu âm của ông để anh có thể phát triển sự nghiệp ca hát và anh đã nhận lời ngay lập tức.
Sau thành công của hai bài hát, anh đã chính thức ký hợp đồng hợp tác đầu quân cho một trong những hãng thu âm lớn nhất ở Campuchia Rasmey Hang Meas Production (RHM) vào năm 1997, album solo đầu tiên của anh là His Life and His Excellence with Him Somvann, đặc biệt ca khúc Hek Besdong (ហែកបេះដូង) nằm trong album khiến cho anh nổi tiếng không chỉ ở Campuchia mà còn sang tận Thái Lan, các bài báo, trang bìa tạp chí tại Thái Lan và ca sĩ Thái Lan Thongchai McIntyre cũng đã yêu thích và chia sẻ ca khúc này của anh, sự phổ biến của bài hát tiếp tục khiến anh trở thành ca sĩ nổi tiếng nhất của hãng Rasmey Hang Meas (RHM) lúc bấy giờ và là 1 trong những ca sĩ nổi tiếng hàng đầu ở Campuchia. Ngoài ra anh còn là 1 trong những ca sĩ độc quyền và gắn bó với hãng Rasmey Hang Meas (RHM) lâu nhất từ trước đến nay, (từ năm 1997 cho đến hiện tại).
Anh đã kết hôn với Long Srey Mom năm 1997 và có ba con trai, Sovath Monyvan (Con trai cả), Sovath Mony Neak (Con trai thứ hai), Sovath Sereyvuth (Con trai thứ ba) hiện đang được rất nhiều khán giả quan tâm. Hiện tại cả 3 người con trai của anh đều đã đầu quân cho hãng thu âm Rasmey Hang Meas.

## Sự nghiệp
Preap Sovath bắt đầu sự nghiệp ca hát ở những tụ điểm như nhà hàng, quán bar vào năm 1990. Anh ấy đã phát hành bài hát đầu tiên với nữ ca sĩ Touch Sunnich. Năm 1992, anh trở thành một người lính tại Ủy viên Chính trị và làm việc vào ban ngày và hát tại những tụ điểm như nhà hàng và quán bar vào ban đêm. Năm 1997, anh trở thành ca sĩ cho hãng thu âm Rasmey Hang Meas Production (RHM) và là 1 trong những ca sĩ độc quyền và nổi tiếng nhất của hãng cho đến hiện tại.

## Danh sách đĩa nhạc

### Album đối tác
- Oun min maen Sexy (អូនមិនមែនសុិចសុី) - 1995
- U Better Not Come Home - 2005

### Album đơn
- Olympic - 1998
- Khoch Chet (ខូចចិត្ត)
- Nom banh chuk Preap sovath (នំបញ្ចុក ព្រាប សុវត្ថិ) - 2005
- Bun om tuk (ប៊ុនអុំទូក) - 2004

## Danh sách phim
- 2005: The Crocodile ("នេសាទក្រពើ")
- 2013: Have You Ever Loved Me? ("ធ្លាប់ស្រលាញ់ខ្ញុំទេ?")

## Các buổi biểu diễn
Preap Sovath cùng với những ca sĩ khác của hãng Rasmey Hang Meas (RHM) đã tổ chức biểu diễn buổi hòa nhạc với tên gọi Best of the Best: Live Concert diễn ra hàng năm kể từ năm 2004 đến nay tại Sân vận động Olympic Phnôm Pênh. Ngày 12 tháng 12 năm 2008 anh tham gia buổi hòa nhạc với tên gọi MTV EXIT tại thủ đô Phnôm Pênh. Buổi hòa nhạc là một phần của chiến dịch nâng cao nhận thức nhằm chấm dứt nạn bóc lột và buôn bán người ở châu Á.
Ngoài ra Preap Sovath cũng đã tham gia vào nhiều buổi hòa nhạc quốc tế như:
- Lễ hội âm nhạc giao lưu văn hóa giữa Nhật Bản và Campuchia vào năm 2003 tại Tokyo, Nhật Bản
- Buổi hòa nhạc hữu nghị giữa Thái Lan - Campuchia vào năm 2008 tại Băng Cốc, Thái Lan
- Lễ hội âm nhạc ASEAN về chữa bệnh tại Tokyo, Nhật Bản